# Frederik Van der Noot
Frédéric Régnier Joseph Bernard Van der Noot de Vrechem (Brussel, 30 september 1801 – Sint-Jans-Molenbeek, 25 april 1883) was een Belgische edelman en politicus.
Zijn naam wordt op verschillende manieren gespeld: de geboorteakte noemt hem Frederic Renier Joseph Bernard Vandernoot en ook  Frederik Van der Noot en Frédéric Van der Noot komt voor.

## Levensloop
Op 12 april 1826 huwde hij Rose-Pauline-Antoinette-Victoire Bounder, dochter van Pierre-Antoine-Siméon Bounder de Melsbrouck uit Perk. Hij was de tweede burgemeester van de stad Aalst na de Belgische onafhankelijkheid, van 1833 tot 1848.
Frédéric baron Van der Noot werd op 28 april 1883 begraven in Moorsel. Hij was ridder in de Leopoldsorde.

## Nagedachtenis
In een wijk met straatnamen die verwijzen naar burgemeesters van Aalst werd naar hem de Frédéric Van der Nootstraat vernoemd, tot voor 2004 kortweg Van der Nootstraat.